# Donato Michele Fragassi
Donato Michele Fragassi (Orsara di Puglia, 19 marzo 1927 – Orsara di Puglia, 27 febbraio 2009) è stato un politico italiano.

## Biografia
Già segretario della Camera del Lavoro di Orsara di Puglia, suo paese natale, dal 1949 al 1953, fu segretario generale della CGIL di Foggia dal 1970 al 1979. In tal anno venne eletto senatore nel collegio di Foggia-San Severo nelle liste del Partito Comunista Italiano. Al Senato, ricoprì l'incarico di segretario della Commissione Industria, Commercio e Turismo. Concluse il proprio mandato parlamentare nel 1983. Dal 1985 al 1990 è stato consigliere comunale per il PCI a Orsara di Puglia.
Morì il 27 febbraio 2009, dopo una lunga malattia.